# 포스코DX
주식회사 포스코DX는 1989년 11월에 설립된 포스코 계열의 IT & 엔지니어링 전문 기업이다.
포스코DX는 판교테크노벨리에 사업장을 두고 있으며, IT서비스와 공장자동화를 기반으로 Smart Factory, Smat 물류, 산업용 로봇 등의 산업을 추진하고 있다. 해외에는 중국, 베트남, 인도네시아 등에 사업장이 있다.

## 개요
- 설립일: 1989년 11월 27일
- 자본금: 760억 (’22년 기준)
- 인원수: 2100명 (’22년 기준)
- 대표이사: 정덕균
- 코스닥 상장: 2000.11
- 사업장: 판교, 서울, 포항, 광양

## 주주 현황
| 주주명   | 주식수㈜    | 지분율(%) |
| ㈜포스코 | 99,403,282  | 72.54     |
| 포스텍   | 1,319,074   | 0.96      |
| 자사주   | 235,065     | 0.17      |
| 우리사주 | 42,890      | 0.03      |
| 개인     | 28,151,599  | 20.55     |
| 국내기관 | 6,318,696   | 4.61      |
| 외국인   | 1564123     | 1.14      |
| 합계     | 137,034,729 | 100.00    |
|          |             |           |

## 기업 정보

### 연혁
- 2010. 1 '주식회사 포스코아이씨티(포스코ICT)'로 사명 변경[1]
- 2010. 2 지식경제부 주관 제주 스마트그리드 실증사업 참여
- 2010. 3 포스코건설과 전기차 충전시스템 공동 개발 및 특허 출원
- 2010. 4 신울진 원전 1,2호기 원전 안전등급제어기기 공급 계약
- 2010. 4 포스코파워(주)에 연료전지사업 영업양도
- 2010. 7 미국 Xtreme Power社의 지분 투자 및 사업협력 체결[2]
- 2010. 9 한국거래소 SRI(Socially Responsible Investment, 사회책임투자)지수 편입[3]
- 2010. 9 (주)포스코엘이디 법인 설립

- 2010. 9 원전제어 핵심기술(원전 안전등급 제어기기) 개발 완료

- 2010.12 PRT(Personal Rapid Transit) 전문업체 Vectus社 인수
- 2011. 1 포스코 광양제철소 4열연 신설사업 열연설비 EIC 공급 계약[6]

- 2011. 6 인도네시아 PT.KITech社와 철강분야 기술 협력 및 상호협력 협약 체결[7]

- 2011. 7 한화S&C와 사업협력 협약 체결[8]
- 2011. 7 포스코 첫 해외 제철소인 인도네시아 제철소 후판 EIC EP 계약[9]
- 2011. 8 (주)포뉴텍 법인 설립[10]
- 2023. 3 '주식회사 포스코디엑스 (포스코DX)'로 사명 변경